# Chanodichthys
Chanodichthys és un gènere de peixos de la família dels ciprínids i de l'ordre dels cipriniformes.

## Taxonomia
- Chanodichthys abramoides (Dybowski, 1872)
- Chanodichthys flavipinnis (Tirant, 1883)
- Chanodichthys mongolicus (Basilewsky, 1855)
- Chanodichthys oxycephalus (Bleeker, 1871)[2][3][4][5][6][7]